# Yang Longxiao
Yang Longxiao (ur. 8 czerwca 2002) – chiński narciarz dowolny, specjalizujący się w skokach akrobatycznych.
Po raz pierwszy na arenie międzynarodowej pojawił się w 2018 roku, startując na mistrzostwach świata juniorów w Raubiczy. Zajął tam osiemnaste miejsce. Na rozgrywanych rok później mistrzostwach świata juniorów w Chiesa in Valmalenco był dziewiąty.
W zawodach Puchar Świata zadebiutował 19 stycznia 2019 w Lake Placid, zajmując 19. miejsce. Tym samym już w debiucie zdobył pierwsze pucharowe punkty. Na podium zawodów tego cyklu po raz pierwszy stanął 5 stycznia 2022 roku w Le Relais, kończąc rywalizację na drugiej pozycji. W zawodach tych rozdzielił swego rodaka, Sun Jiaxu i Nicolasa Gygaxa ze Szwajcarii. W sezonie 2021/2022 zajął czwarte miejsce w klasyfikacji generalnej skoków akrobatycznych.

## Osiągnięcia

### Mistrzostwa świata
| Miejsce | Dzień     | Rok  | Miejscowość | Konkurencja                  | Zwycięzca         |
| ------- | --------- | ---- | ----------- | ---------------------------- | ----------------- |
| 2.      | 19 lutego | 2023 | Bakuriani   | Skoki akrobatyczne drużynowo | Stany Zjednoczone |
| 3.      | 23 lutego | 2023 | Bakuriani   | Skoki akrobatyczne           | Noe Roth          |

### Puchar Świata

#### Miejsca w klasyfikacji generalnej
- sezon 2018/2019: 60.
- sezon 2019/2020: 58.

Od sezonu 2020/2021 klasyfikacja skoków akrobatycznych jest jednocześnie klasyfikacją generalną.
- sezon 2021/2022: 4.

#### Miejsca na podium w zawodach
1. Le Relais – 5 stycznia 2022 (skoki) – 2. miejsce
2. Deer Valley – 12 stycznia 2022 (skoki) – 2. miejsce